# Mgiełka
Mgiełka – spektakl Teatru Telewizji w reżyserii Juliusza Janickiego z 1986 na podstawie opowiadania Józefa Hena pod tym samym tytułem.
Premierowa emisja telewizyjna odbyła się w poniedziałek 8 września 1986

## Obsada
- Janusz Gajos jako Milton
- Marta Klubowicz jako Mgiełka
- Piotr Fronczewski jako Sewer
- Pola Raksa jako Maryla
- Anna Wojton jako Liza
- Danuta Kowalska jako sekretarka
- Tomasz Górecki jako porucznik
- Rafał Modliński jako dziecko
- Bogdan Baer jako ojciec
- Stanisław Brudny jako kierowca Miltona
- Henryk Drygalski jako gość Miltona
- Juliusz Lubicz-Lisowski jako gość Miltona
- Krystyna Lubicz-Lisowska jako gość Miltona
- Lech Sołuba jako taksówkarz
- Ryszard Nawrocki

## Fabuła
Akcja dzieje się w naturalnych plenerach w Warszawie. Wybitny uczony i filozof, Milton, szybko wspina się po szczeblach kariery. Pewnego dnia jego dawny kolega Sewer prosi go o protekcję w sprawie koncesji na salon automatów do gry. Milton odmawia. Chwilę później dowiaduje się on, że w trybie pilnym zostaje odwołany ze stanowiska, a na spakowanie rzeczy osobistych ma pół godziny. Zszokowany mężczyzna spaceruje ulicami miasta, przygląda się ludziom, spotyka z przyjacielem. Sewer, wprawny podrywacz, umawia ich na randkę z dwiema młodymi kobietami z Białegostoku, które w stolicy szukają swojej życiowej szansy. Rzut monetą przesądza o tym, że Milton spędza noc z Mgiełką. W ten sposób zaczyna się ich burzliwa, pełna namiętności znajomość. Dojrzały mężczyzna, który dotychczas z rozsądkiem i dystansem odnosił się do wszelkich życiowych doświadczeń, nie umie odnaleźć się w nowej sytuacji. Zazdrość o innych mężczyzn idzie w parze z obawami o przyszłość. Gdy przeżywa rozterki, na palcu Mgiełki pojawia się pierścionek od przystojnego porucznika.